# Комбарель

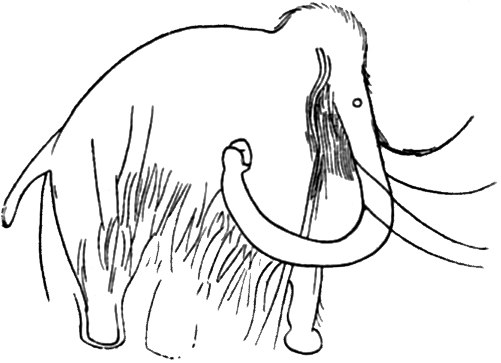
Малюнок мамонта в печері Комбарель

Комбарель, Грот-де-Комбарель (фр. Grotte des Combarelles) — печера на території французької комуни Лез-Езі-де-Таяк-Сірей, що в департаменті Дордонь. 
Печера має форму вузької розгалуженої галереї, близько 237 метрів у довжину без бічних проходів. Її ширина становить трохи більше 1 метра, а висота не перевищує 2 метрів. У деяких місцях стеля така низька, що до частини зображень трьом дослідникам доводилося добиратися поповзом на животі. Тому в подальшому частину проходів довелося розширити, зламавши скельні виступи і знизити рівень підлоги. 
Печера була відома місцевому населенню з давніх-давен, проте палеолітичні зображення були вперше відкриті у вересні 1901 року. Виявив малюнки власник землі, на якій розташовувалася печера, він і повідомив про своє відкриття знаменитим дослідникам палеоліту Франції — Анрі Брейлю, Луїсу Капітану і Дені Пейроні. 
На стінах печери виявлено понад 400 зооморфних (олені, леви, мамонти, коні та ін.) і антропоморфних зображень, виконаних здебільшого гравіюванням. У печері вивчена також стоянка епохи верхнього палеоліта. Є 2 радіовуглецеві датування: 13680 і 11380 років тому. Зображення Комбареля вважаються одними з видатних творів печерного палеолітичного мистецтва. 
В цьому ж містечку розташований грот Кро-Маньйон, де вперше були виявлені рештки кроманьйонців (Homo sapiens sapiens), і печера Фон-де-Гом з поліхромними розписами мадленської епохи.